# 津川マミ
津川 マミ（つがわ マミ、1990年4月3日 生 ）は、アクタ－ズ・ハウス所属。日本の俳優。大阪府出身。大阪大学外国語学部卒業。
2010大阪大学ミスコン準ミス。
父の仕事の都合によりアメリカシカゴ（1996年～2001年）からの帰国子女であり英会話が得意である。帰国後大阪府立高津高等学校在校中2006年（平成18年）総合芸能センターキャッチに入所。以降多数のTV・映画に出演。

## 出演

### テレビ
NHK
連続テレビ小説
- スカーレット - 珠子 役

- まんぷく・わろてんか
- べっぴんさん（2016年11月12日） - 母親 役
- あさが来た （2016年2月）
- ごちそうさん - ラジオ局面接女性 役
- 純と愛（2012年）

- NHK BSプレミアム BS時代劇
  - 大岡越前
  - 神谷玄次郎捕物控
- NHK 90年ドラマ
  - 経世済民の男 小林一三（2015年9月5日・12日） - 三井銀行・女性金庫係役
- NHKよるドラマ
  - 「閻魔堂沙羅の推理奇譚(飯塚町子/26歳役 回想シーン）」7回・最終回

- NHK　土曜ドラマ
  - 夫婦善哉
- NHK 木曜時代劇
  - ちかえもん（2016年1月14日）
  - 銀二貫（2014年4月18日）
- NHK 特集ドラマ
  - 喧嘩の街 静かな海（2016年7月18日）
- NHK 歴史秘話ヒストリア
  - 幕末ヒロイン　天璋院・篤姫の真実（2013年6月12日） - 篤姫 役
  - 地獄を見たプリンセス　平清盛の娘　建礼門院徳子の生涯（2012年8月29日） - 建礼門院徳子 役
  - コーフン！古墳のミステリー（2016年6月24日） -巫女 役
  - 奈良ここにシカない奇跡（2016年5月13日）
  - 愛と悲しみの大奥物語（2016年5月6日）
  - 文豪・谷崎潤一郎と女たち（2015年11月11日） - 重子 役
  - すごいぞ！国宝　松江城（2015年10月28日）
  - 清少納言 悲しき愛の物語（2014年4月2日） - 小兵衛 役
  - 東京ローズ（2015年1月21日） - ルース早川 役
  - ザビエル　戦国へ行く（2115年4月1日）
  - 女王・卑弥呼はどこから来た？（2014年6月4日） - オオヒルメ 役
  - 富岡製紙場 世界遺産へ（2014年5月21日）
  - パリ　ナース達の戦場・看護婦が見た世界大戦の真実（2014年5月7日） - ナース 役
  - 花魁の真実（2013年1月23日） - 花魁 役
  - 大阪城落城　その時おんなたちは！？（2014年1月15日） - 常高院侍女 役
  - 太田牛一の生涯（2013年12月4日）
  - よみがえる幻の安土城（2013年12月11日）
  - 大奥シンデレラ・ストーリー（2012年2月8日）
- NHK 古代史ドラマ
  - 大仏開眼（2010年4月） - 采女 役（レギュラー）
- 関西テレビ
  - ごきげんライフスタイル よ〜いドン!（2015年3月18日） - 「再現ドラマ・西田ひかる編」西田ひかる 役
  - お笑いワイドショー マルコポロリ! - 「SHOW-YA80sバンドブームマル秘舞台裏&寺田恵子のロックすぎる人生」（2015年8月23日） - 寺田恵子 役
  - 快傑えみちゃんねる - 「お正月SP」（2015年1月1日）
- 朝日放送
- ビーバップハイヒール（京庭園美 役)        ビーバップハイヒール（遊女かしく 役)
- 京都人情捜査ファイル (2015年5月7日 東映）- 記者 役
- 名探偵キャサリン (2015年9月5日 東映太秦）- 通訳 役

テレビ映画
- 水戸黄門 第43部 第7話（2011年8月15日　東映）- 遊女 役毎日放送
- 大江戸捜査網2015～隠密同心、悪を斬る！（2015年1月2日）- 遊女 役　テレビ東京

### 映画
- ホームレス中学生（2008年10月25日　東映）

- 香港・中国合作映画『マンハント』（2018年2月9日）- 鑑識課員 役

- 日本・台湾合作映画『おもてなし』（2018年3月3日) - 村田 役
- 幕末高校生（2014年7月26日　東映）- 女中 役
- 燃えよ剣（2021年10月15日　東宝）-宅所の別れ妻 役
- レジェンド＆バタフライ（2023年東映）侍女役
- 総合芸能センターキャッチ自社制作「左ですよ左」-女１役/主役

### CM
- Z会(2008年3月-）
- VC3000のど飴　大奥編（2012年9月-）
- ベルナール結婚式場（2014年9月-）
- 大日本住友製薬（2015年11月-）
- 京都信用金庫（2017年4月-）

### 舞台
- 世界館　藤田まこと追悼公演「おやじの遺言」「朗らかな嘘」（2012年8月29日～31日）
- バナナホール「心中天の網島」（小春役/紀ノ国屋遊女）

### ラジオ
- FMaiai「赤羽直美のバネジオ」

### 歌（曲リリース）
- ユニットVIVIとして　映画「左ですよ左」テーマ曲/やさしさの中に